# Tabogon
Tabogon is een gemeente in de Filipijnse provincie Cebu. Bij de census van 2015 telde de gemeente ruim 39 duizend inwoners.

## Geografie

### Bestuurlijke indeling
Tabogon is onderverdeeld in de volgende 25 barangays:
| - Alang-alang - Caduawan - Kal-anan - Camoboan - Canaocanao - Combado - Daantabogon - Ilihan - Labangon - Libjo - Loong - Mabuli - Managase | - Manlagtang - Maslog - Muabog - Pio - Poblacion - Salag - Sambag - San Isidro - San Vicente - Somosa - Taba-ao - Tapul |

## Demografie
Tabogon had bij de census van 2015 een inwoneraantal van 39.013 mensen. Dit waren 5.989 mensen (18,1%) meer dan bij de vorige census van 2010. Ten opzichte van de census van 2000 was het aantal inwoners gegroeid met 11.186 mensen (40,2%). De gemiddelde jaarlijkse groei in die periode kwam daarmee uit op 2,24%, hetgeen hoger was dan het landelijk jaarlijks gemiddelde over deze periode (1,72%).

De bevolkingsdichtheid van Tabogon was ten tijde van de laatste census, met 39.013 inwoners op 101,35 km², 384,9 mensen per km².